# 左塞尔
左塞尔（Zoser，又译乔赛尔）是埃及第三王朝最为著名的法老。他曾令其手下的官员，印和闐修建了埃及历史上的第一座金字塔——位于萨卡拉地区的左塞尔金字塔——作为他的陵墓。他的名字的其他拼法还包括：乔塞尔（Djoser）、Dzoser、Zozer、Dsr、Djeser、Djésèr, Horus-Netjerikhet和Horus-Netjerichet。
尽管关于古王国的时期界定目前仍然存在争议，但是一般认为第三王朝处于公元前27世纪时期，而左塞尔的统治时期大概为公元前2686年-2667年之间。
现藏于开罗国家博物馆的左塞尔石灰石雕像，是已知最早的真人大小的埃及雕像，发现于萨卡拉地区，在发现地，还放置着一尊石膏雕像复制品。这尊雕像是在1924年-1925年期间的文物发掘活动中发现的。
在当时的文献中，左塞尔被称为尼特杰里赫特（Netjerikhet），意为“诸神的躯体”。学者则通过后期的文献，包括了新王国时期提及他的文献，确认了尼特杰里赫特即为左塞尔。
在曼涅托王表中，第三王朝的首位法老被称为奈克罗弗（Necherophes）；而在都灵王表中，这位法老则被称为尼布卡。现今的许多埃及学学者相信左塞尔即是第三王朝的第一位法老，他们指出韦斯特卡纸莎草中所记载的胡夫之前的几位法老的王位顺序表明尼布卡一世应该位列左塞尔之后、胡尼之前。更重要的是，英国埃及学学者托比·威尔金森已经证明在卡塞凯姆威位于阿拜多斯的陵墓入口发现的陵墓密鉴是属于左塞尔，而非尼布卡的。这说明是左塞尔（而非尼布卡）主持的卡塞凯姆威的入葬仪式，并直接继承了卡塞凯姆威的王位。

## 统治时长

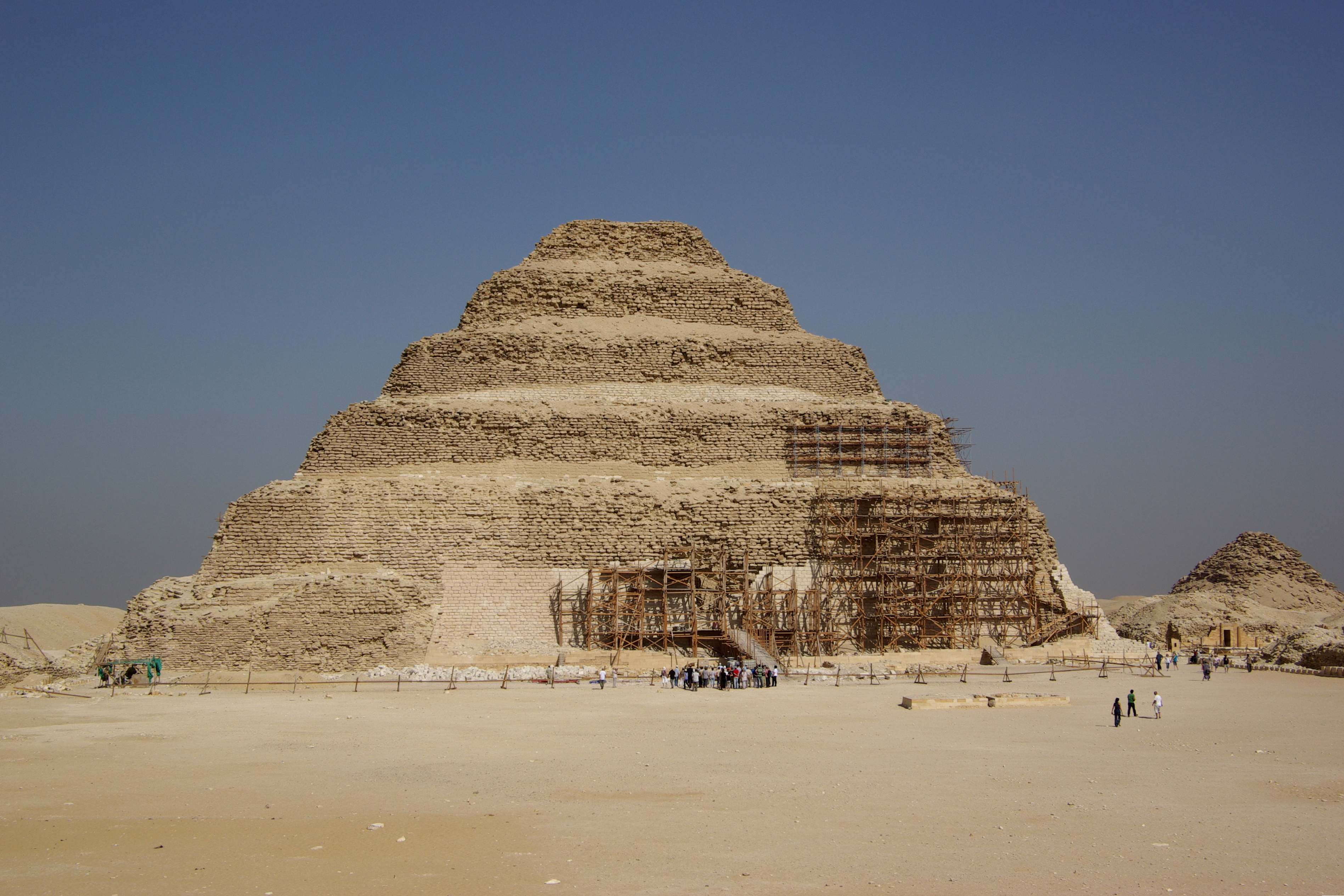
左塞尔金字塔

曼涅托认为左塞尔统治了埃及29年，而都灵王表则记载其统治期为19年。由于左塞尔修建了大型建筑（特别是在萨卡拉地区），一些学者认为他的统治期应该接近三十年。依据威尔金森对巴勒莫石碑的复原和分析工作，曼涅托的数据似乎更为准确。威尔金森所复原的石碑记载中提及：左塞尔统治了埃及“28整年，或者接近28年”。巴勒莫石碑的第五节和开罗残片1的第五节分别记载了左塞尔统治初期最初5年和末期最后10年的牛畜数量。

## 统治状况
在其统治期间，左塞尔对西奈半岛发起了数次远征行动，并征服了当地的土著居民；他还派出人员前往此处开采绿松石和铜等矿产——这一情况记载于西奈半岛沙漠中所发现的碑文中；在这些碑文中，还同时出现了赛特和荷鲁斯的标志——这一情况在卡塞凯姆威时期相当普遍。作为尼罗河流域和亚洲地区的缓冲地带，西奈半岛也具有十分重要的战略价值。
左塞尔遗留下来最为著名的纪念物莫过于左塞尔金字塔。这座金字塔是由数个大小不同的马斯塔巴结构堆叠而成。该建筑结构最终演化为古王国后期标准的金字塔。数个世纪之后，曼涅托记载了这一时期建筑的发展，其中提及了当时“它索特罗（Tasorthros）”发现了使用毛石修建建筑的方法，曼尼托认为它索特罗即是希腊神话中的阿斯克勒庇俄斯；他还认为它索特罗改进了这一时期埃及的书写系统。现代学者认为曼涅托原意是想称颂伊姆特斯（Imuthes）——后被希腊人和罗马人神话为阿斯克勒庇俄斯，而此人对应的正是历史中的伊姆荷太普——左塞尔统治期间的著名大臣，他设计了左塞尔金字塔的建筑结构。
在赫利波利斯和格贝莱因出土的零星文献中提及了左塞尔的名字，并称其建造了这两地的建筑。在其统治期内，他可能已经稳固了王国位于第一瀑布的南部边界。一份声称出自左塞尔时期，但可能是托勒密王朝时期制作的被称为“饥荒石碑”的文献记载了左塞尔在第一瀑布的象岛上重建了库努姆神庙，就此结束了埃及长达七年的饥荒。有些人认为这块石碑是依据其制作时期的一则传说杜撰的。但是不管如何，这块石碑显示在其身后两千多年，埃及人仍然保留了对左塞尔的记忆。
尽管左塞尔似乎还曾在上埃及的阿拜多斯地区开工修建了一座未完工的陵墓，但是他最终还是埋葬于下埃及萨卡拉地区著名的左塞尔金字塔中。由于第二王朝的卡塞凯姆威是最后一个埋葬于阿拜多斯的法老，所以一些埃及学学者猜测在左塞尔统治期间，一座新的都城已经在埃及北部建成。
在一个卡塞凯姆威时期的陶罐密印上，卡塞凯姆威的妻子、皇后尼玛厄萨普被冠以“王子之母”的头衔，一些学者就此认为她是左塞尔的母亲，而卡塞凯姆威则是他的父亲。而另一个左塞尔时期的陶罐密印上也出将尼玛厄萨普称为“两地之王的母亲”。甚至到了斯尼夫鲁时期，对她的崇拜活动仍然很活跃。
在左塞尔金字塔所在地出土的诸多界碑（现藏于多个博物馆）以及在赫尔莫波利斯的一座建筑中发现的铭文残片（现藏于都灵埃及博物馆）上，都提到了左塞尔的一位皇后赫特弗内步缇。
伊内特卡伊丝是现今所知的左塞尔和赫特弗内布缇的唯一女儿。此外，在左塞尔统治期内还曾提及了一位皇家女性，但是其名字已经不可辨认。现今还不知道左塞尔和其继承人塞汉赫特是何种关系；其死亡日期也仍未被确定。